# Mannschaftskader der Chinesischen Mannschaftsmeisterschaft im Schach 2016
Die Liste der Mannschaftskader der Chinesischen Mannschaftsmeisterschaft im Schach 2016 enthält alle Spieler, die für die Chinesische Mannschaftsmeisterschaft im Schach 2016 gemeldet wurden mit ihren Einzelergebnissen.

## Allgemeines
Die Zahl der gemeldeten Spieler war nicht beschränkt. Während Chongqing mit sechs eingesetzten Spielern auskam, setzte Qingdao School zehn Spieler ein. Insgesamt kamen 93 der 104 gemeldeten Spieler zum Einsatz, von denen 27 alle Wettkämpfe mitspielten.
Punktbeste Spielerinnen waren Ju Wenjun (Shanghai) und Zhao Xhue (Beijing) mit je 16 Punkten, wobei Ju Wenjun 19 Partien spielte, Zhao Xhue 22. Je 15 Punkte erreichten Nana Dsagnidse, Ma Qun (beide Hangzhou), Ni Hua (Shanghai), Ding Liren (Zhejiang), Wang Yue (Tianjin), Yu Yangyi (Beijing) und Zhao Jun (Shandong), von diesen spielte Dsagnidse 18 Partien, Ni Hua 20, Ding Liren 21, die übrigen genannten je 22. 
Kein Spieler erreichte 100 %, das prozentual beste Ergebnis gelang D. Harika (Shandong) und Richárd Rapport (Chengdu) mit je 3,5 Punkten aus 4 Partien.

## Legende
Die nachstehenden Tabellen enthalten folgende Informationen:
- Nr.: Ranglistennummer
- Titel: FIDE-Titel zu Saisonbeginn (Eloliste vom April 2016); GM = Großmeister, IM = Internationaler Meister, FM = FIDE-Meister, WGM = Großmeister der Frauen, WIM = Internationaler Meister der Frauen, WFM = FIDE-Meister der Frauen, CM = Candidate Master, WCM = Candidate Master der Frauen
- Elo: Elo-Zahl zu Saisonbeginn (Eloliste vom April 2016), sofern vorhanden
- Nation: Nationalität gemäß Eloliste vom April 2016; AZE = Aserbaidschan, BUL = Bulgarien, CHN = China, FIN = Finnland, GEO = Georgien, HUN = Ungarn, IND = Indien, IRI = Iran, MGL = Mongolei, RUS = Russland, SGP = Singapur, UKR = Ukraine, USA = Vereinigte Staaten, VIE = Vietnam
- G: Anzahl Gewinnpartien
- R: Anzahl Remispartien
- V: Anzahl Verlustpartien
- Pkt.: Anzahl der erreichten Punkte
- Partien: Anzahl der gespielten Partien

## Shanghai Jianqiao University
| Nr. | Titel | Name             | Elo  | Nation | G  | R  | V | Pkt. | Partien |
| --- | ----- | ---------------- | ---- | ------ | -- | -- | - | ---- | ------- |
| 1   | GM    | Ni Hua           | 2681 | CHN    | 11 | 8  | 1 | 15   | 20      |
| 2   | GM    | Zhou Jianchao    | 2612 | CHN    | 8  | 12 | 2 | 14   | 22      |
| 3   | IM    | Lou Yiping       | 2467 | CHN    | 2  | 3  | 1 | 3,5  | 6       |
| 4   | IM    | Xu Yi            | 2386 | CHN    | 2  | 7  | 1 | 5,5  | 10      |
| 5   | GM    | Ju Wenjun        | 2579 | CHN    | 14 | 4  | 1 | 16   | 19      |
| 6   | WGM   | Zhang Xiaowen    | 2346 | CHN    | 3  | 12 | 6 | 9    | 21      |
| 7   | WGM   | Wang Pin         | 2394 | CHN    | 0  | 0  | 0 | 0    | 0       |
| 8   | GM    | P. Harikrishna   | 2770 | IND    | 1  | 3  | 0 | 2,5  | 4       |
| 9   | GM    | Dmitri Andreikin | 2737 | RUS    | 1  | 3  | 0 | 2,5  | 4       |
| 10  | IM    | Anna Zatonskih   | 2450 | USA    | 1  | 2  | 1 | 2    | 4       |

## Beijing Beiao
| Nr. | Titel | Name        | Elo  | Nation | G  | R  | V | Pkt. | Partien |
| --- | ----- | ----------- | ---- | ------ | -- | -- | - | ---- | ------- |
| 1   | GM    | Yu Yangyi   | 2738 | CHN    | 8  | 14 | 0 | 15   | 22      |
| 2   | IM    | Wang Yiye   | 2422 | CHN    | 2  | 9  | 4 | 6,5  | 15      |
| 3   |       | Fang Yan    | 2364 | CHN    | 4  | 3  | 3 | 5,5  | 10      |
| 4   |       | Chen Qi     | 2315 | CHN    | 0  | 0  | 3 | 0    | 3       |
| 5   | GM    | Zhao Xue    | 2504 | CHN    | 14 | 4  | 4 | 16   | 22      |
| 6   | WGM   | Wang Jue    | 2364 | CHN    | 10 | 6  | 6 | 13   | 22      |
| 7   |       | Liao Rui    | 1845 | CHN    | 0  | 0  | 0 | 0    | 0       |
| 8   | GM    | Zhang Zhong | 2645 | SGP    | 5  | 8  | 3 | 9    | 16      |

## Shandong Jingzhi wine
| Nr. | Titel | Name                      | Elo  | Nation | G | R  | V | Pkt. | Partien |
| --- | ----- | ------------------------- | ---- | ------ | - | -- | - | ---- | ------- |
| 1   | GM    | Bu Xiangzhi               | 2719 | CHN    | 8 | 12 | 2 | 14   | 22      |
| 2   | GM    | Zhao Jun                  | 2634 | CHN    | 8 | 14 | 0 | 15   | 22      |
| 3   | GM    | Wen Yang                  | 2614 | CHN    | 7 | 12 | 3 | 13   | 22      |
| 4   |       | Du Shaolong               | 2216 | CHN    | 0 | 0  | 0 | 0    | 0       |
| 5   | WGM   | Zhai Mo                   | 2337 | CHN    | 7 | 7  | 8 | 10,5 | 22      |
| 6   |       | Chu Ruotong               | 2106 | CHN    | 4 | 3  | 7 | 5,5  | 14      |
| 7   |       | Yan Tianqi                | 1919 | CHN    | 0 | 0  | 0 | 0    | 0       |
| 8   | GM    | D. Harika                 | 2543 | IND    | 3 | 1  | 0 | 3,5  | 4       |
| 9   | IM    | Sarasadat Khademalsharieh | 2425 | IRI    | 1 | 1  | 2 | 1,5  | 4       |

## Tianjin Chunhua campus
| Nr. | Titel | Name                | Elo  | Nation | G  | R | V | Pkt. | Partien |
| --- | ----- | ------------------- | ---- | ------ | -- | - | - | ---- | ------- |
| 1   | GM    | Wang Yue            | 2718 | CHN    | 11 | 8 | 3 | 15   | 22      |
| 2   |       | Dai Changgren       | 2361 | CHN    | 4  | 4 | 6 | 6    | 14      |
| 3   | IM    | Chu Wei Chao        | 2331 | CHN    | 0  | 2 | 4 | 1    | 6       |
| 4   |       | Li Yankai           | 2324 | CHN    | 0  | 2 | 4 | 1    | 6       |
| 5   | WGM   | Ni Shiqun           | 2377 | CHN    | 11 | 4 | 1 | 13   | 16      |
| 6   | WFM   | Xiao Yiyi           | 2302 | CHN    | 7  | 2 | 9 | 8    | 18      |
| 7   | WCM   | Jiang Zhaoyi        | 1932 | CHN    | 0  | 0 | 0 | 0    | 0       |
| 8   | GM    | Wladimir Malachow   | 2695 | RUS    | 9  | 9 | 0 | 13,5 | 18      |
| 9   | GM    | Bela Chotenaschwili | 2425 | GEO    | 6  | 1 | 3 | 6,5  | 10      |

## Hangzhou
| Nr. | Titel | Name           | Elo  | Nation | G  | R  | V  | Pkt. | Partien |
| --- | ----- | -------------- | ---- | ------ | -- | -- | -- | ---- | ------- |
| 1   | GM    | Ma Qun         | 2613 | CHN    | 10 | 10 | 2  | 15   | 22      |
| 2   | GM    | Rui Gao        | 2552 | CHN    | 3  | 12 | 7  | 9    | 22      |
| 3   | GM    | Bai Jinshi     | 2564 | CHN    | 7  | 8  | 7  | 11   | 22      |
| 4   | WIM   | Gu Tianlu      | 2212 | CHN    | 4  | 4  | 10 | 6    | 18      |
| 5   | WFM   | Zhao Shengxin  | 2020 | CHN    | 0  | 1  | 3  | 0,5  | 4       |
| 6   | WIM   | Yu Ting        | 2184 | CHN    | 0  | 0  | 0  | 0    | 0       |
| 7   | GM    | Nana Dsagnidse | 2520 | GEO    | 14 | 2  | 2  | 15   | 18      |
| 8   | WGM   | Olga Girja     | 2450 | RUS    | 2  | 2  | 0  | 3    | 4       |

## Zhejiang White Snow chess
| Nr. | Titel | Name                 | Elo  | Nation | G  | R  | V | Pkt. | Partien |
| --- | ----- | -------------------- | ---- | ------ | -- | -- | - | ---- | ------- |
| 1   | GM    | Ding Liren           | 2777 | CHN    | 10 | 10 | 1 | 15   | 21      |
| 2   | GM    | Lu Shanglei          | 2619 | CHN    | 4  | 17 | 1 | 12,5 | 22      |
| 3   |       | Xu Minghui           | 2341 | CHN    | 0  | 5  | 7 | 2,5  | 11      |
| 4   |       | Lan Zilun            | 2350 | CHN    | 0  | 0  | 0 | 0    | 0       |
| 5   | WGM   | Ding Yixin           | 2416 | CHN    | 8  | 9  | 5 | 12,5 | 22      |
| 6   | WFM   | Qiu Mengjie          | 2239 | CHN    | 0  | 4  | 3 | 2    | 7       |
| 7   |       | Zhu Jiner            | 2165 | CHN    | 3  | 1  | 7 | 3,5  | 11      |
| 8   | GM    | Şəhriyar Məmmədyarov | 2750 | AZE    | 3  | 4  | 0 | 5    | 7       |
| 9   | GM    | Jeffery Xiong        | 2666 | USA    | 1  | 2  | 1 | 2    | 4       |
| 10  | GM    | Antoaneta Stefanowa  | 2512 | BUL    | 2  | 1  | 1 | 2,5  | 4       |

## Chongqing lottery
| Nr. | Titel | Name             | Elo  | Nation | G | R  | V | Pkt. | Partien |
| --- | ----- | ---------------- | ---- | ------ | - | -- | - | ---- | ------- |
| 1   | GM    | Zhou Weiqi       | 2635 | CHN    | 4 | 13 | 5 | 10,5 | 22      |
| 2   | IM    | Wang Chen        | 2514 | CHN    | 2 | 13 | 7 | 8,5  | 22      |
| 3   | FM    | Liu Yan          | 2413 | CHN    | 0 | 11 | 7 | 5,5  | 18      |
| 4   | WGM   | Tan Zhongyi      | 2496 | CHN    | 9 | 9  | 4 | 13,5 | 22      |
| 5   | WGM   | Lei Tingjie      | 2468 | CHN    | 9 | 10 | 3 | 14   | 22      |
| 6   | GM    | Wadim Swjaginzew | 2679 | RUS    | 1 | 3  | 0 | 2,5  | 4       |

## Chengdu chess academy
| Nr. | Titel | Name             | Elo  | Nation | G | R  | V | Pkt. | Partien |
| --- | ----- | ---------------- | ---- | ------ | - | -- | - | ---- | ------- |
| 1   | IM    | Liu Guanchu      | 2366 | CHN    | 3 | 9  | 5 | 7,5  | 17      |
| 2   | FM    | Li Di            | 2420 | CHN    | 3 | 6  | 7 | 6    | 16      |
| 3   |       | Xu Xiangyu       | 2447 | CHN    | 3 | 12 | 2 | 9    | 17      |
| 4   |       | Zhao Yuanhe      | 2313 | CHN    | 2 | 2  | 8 | 3    | 12      |
| 5   |       | Ren Xiaoyi       | 2272 | CHN    | 7 | 9  | 6 | 11,5 | 22      |
| 6   | WFM   | Li Yunshan       | 2034 | CHN    | 3 | 3  | 9 | 4,5  | 15      |
| 7   |       | Wen Yili         | 1723 | CHN    | 0 | 0  | 0 | 0    | 0       |
| 8   | GM    | Baadur Dschobawa | 2702 | GEO    | 0 | 0  | 0 | 0    | 0       |
| 9   | GM    | Anna Uschenina   | 2459 | UKR    | 4 | 3  | 0 | 5,5  | 7       |
| 10  | GM    | Richárd Rapport  | 2717 | HUN    | 3 | 1  | 0 | 3,5  | 4       |

## Qingdao School
| Nr. | Titel | Name                   | Elo  | Nation | G | R  | V | Pkt. | Partien |
| --- | ----- | ---------------------- | ---- | ------ | - | -- | - | ---- | ------- |
| 1   | GM    | Wang Hao               | 2732 | CHN    | 8 | 12 | 2 | 14   | 22      |
| 2   |       | Mu Ke                  | 2418 | CHN    | 2 | 6  | 6 | 5    | 14      |
| 3   | IM    | Fang Yuxiang           | 2502 | CHN    | 2 | 7  | 5 | 5,5  | 14      |
| 4   |       | Wang Tongsen           | 2362 | CHN    | 2 | 4  | 3 | 4    | 9       |
| 5   | WIM   | Zhou Guijue            | 2208 | CHN    | 4 | 5  | 5 | 6,5  | 14      |
| 6   |       | Yao Lan                | 2273 | CHN    | 1 | 6  | 3 | 4    | 10      |
| 7   |       | Hong Xin               | 2043 | CHN    | 3 | 3  | 7 | 4,5  | 13      |
| 8   | IM    | Heikki Lehtinen        | 2389 | FIN    | 0 | 0  | 0 | 0    | 0       |
| 9   | GM    | Ernesto Inarkiew       | 2709 | RUS    | 4 | 3  | 0 | 5,5  | 7       |
| 10  | IM    | Lela Dschawachischwili | 2461 | GEO    | 1 | 1  | 1 | 1,5  | 3       |
| 11  | WGM   | Nguyễn Thị Mai Hưng    | 2357 | VIE    | 1 | 3  | 0 | 2,5  | 4       |

## Jiangsu Green Sheep Springs
| Nr. | Titel | Name       | Elo  | Nation | G | R  | V | Pkt. | Partien |
| --- | ----- | ---------- | ---- | ------ | - | -- | - | ---- | ------- |
| 1   | GM    | Wei Yi     | 2700 | CHN    | 7 | 7  | 2 | 10,5 | 16      |
| 2   | GM    | Lin Chen   | 2526 | CHN    | 4 | 9  | 9 | 8,5  | 22      |
| 3   | GM    | Xu Jun     | 2514 | CHN    | 1 | 3  | 2 | 2,5  | 6       |
| 4   | GM    | Yu Ruiyuan | 2516 | CHN    | 5 | 10 | 7 | 10   | 22      |
| 5   | IM    | Shen Yang  | 2479 | CHN    | 2 | 2  | 1 | 3    | 5       |
| 6   | IM    | Guo Qi     | 2535 | CHN    | 7 | 11 | 4 | 12,5 | 22      |
| 7   |       | Yuan Ye    | 2255 | CHN    | 5 | 5  | 7 | 7,5  | 17      |

## Guangdong Shenzhen Huayang
| Nr. | Titel | Name                  | Elo  | Nation | G | R  | V  | Pkt. | Partien |
| --- | ----- | --------------------- | ---- | ------ | - | -- | -- | ---- | ------- |
| 1   | GM    | Li Shilong            | 2514 | CHN    | 3 | 4  | 3  | 5    | 10      |
| 2   |       | Xu Yinglun            | 2523 | CHN    | 6 | 11 | 5  | 11,5 | 22      |
| 3   |       | Liu Chang             | 2376 | CHN    | 0 | 2  | 5  | 1    | 7       |
| 4   | GM    | Zeng Chongsheng       | 2549 | CHN    | 3 | 11 | 6  | 11,5 | 20      |
| 5   |       | Li Xueyi              | 2105 | CHN    | 3 | 6  | 11 | 6    | 20      |
| 6   |       | Liu Manli             | 2222 | CHN    | 1 | 6  | 6  | 4    | 13      |
| 7   | IM    | Padmini Rout          | 2347 | IND    | 3 | 5  | 3  | 5,5  | 11      |
| 8   | GM    | Surya Shekhar Ganguly | 2668 | IND    | 2 | 3  | 2  | 3,5  | 7       |

## Shenzhen Longgang team
| Nr. | Titel | Name             | Elo  | Nation | G | R  | V  | Pkt. | Partien |
| --- | ----- | ---------------- | ---- | ------ | - | -- | -- | ---- | ------- |
| 1   | FM    | Zhu Yi           | 2318 | CHN    | 0 | 1  | 3  | 0,5  | 4       |
| 2   |       | Zhao Chenxi      | 2302 | CHN    | 0 | 6  | 12 | 3    | 18      |
| 3   |       | Lin Yi           | 2422 | CHN    | 0 | 12 | 6  | 6    | 18      |
| 4   | FM    | Yu Kaifeng       | 2220 | CHN    | 2 | 5  | 15 | 4,5  | 22      |
| 5   |       | Du Yuxin         | 2103 | CHN    | 0 | 7  | 15 | 3,5  | 22      |
| 6   |       | Xu Yuze          | 1986 | CHN    | 1 | 7  | 14 | 4,5  | 22      |
| 7   |       | Sun Fanghui      | 2059 | CHN    | 0 | 0  | 0  | 0    | 0       |
| 8   | IM    | Battulga Namchai | 2402 | MGL    | 1 | 1  | 2  | 1,5  | 4       |